# Moțești (okręg Bihor)
Moțești – wieś w Rumunii, w okręgu Bihor, w gminie Pietroasa. W 2011 roku liczyła 94 mieszkańców.